# Condylactis gigantea
Espèce
Condylactis gigantea, l'Anémone géante des Antilles est une espèce d'anémones de mer de la famille des Actiniidae.